# Amomum sceletescens
Amomum sceletescens är en enhjärtbladig växtart som beskrevs av Rosemary Margaret Smith. Amomum sceletescens ingår i släktet Amomum och familjen Zingiberaceae. Inga underarter finns listade i Catalogue of Life.